# (10812) Grötlingbo
(10812) Grötlingbo (1993 FZ25) – planetoida z pasa głównego asteroid okrążająca Słońce w ciągu 5,28 lat w średniej odległości 3,03 j.a. Odkryta 21 marca 1993 roku.